# 小野田線
小野田線（おのだせん）は、山口県宇部市の居能駅から山口県山陽小野田市の小野田駅までと雀田駅から分岐して長門本山駅に至る西日本旅客鉄道（JR西日本）の鉄道路線（地方交通線）である。

## 概要
山陽小野田市の南部を縦貫し、山陽小野田市中心部と山陽本線小野田駅との旅客輸送が中心である。かつては石灰石や石炭輸送で賑わった。
雀田駅 - 長門本山駅間の支線は本山支線もしくは（長門）本山線と呼ばれ、最後の旧形国電運転区間として、2003年（平成15年）3月14日までクモハ42形電車が運転されていた（詳細後述）。
全区間を広島支社の山口エリア統括部が管轄している。路線図や駅掲示時刻表のシンボルで使用されているラインカラーは青紫（■）。
2018年度に宇部市とJR西日本が中心となって、宇部線と共に小野田線をバス・ラピッド・トランジット (BRT) に転換する可能性について検討を始めた。しかし、宇部市が試算したところ宇部線にBRTを導入した場合の概算整備事業費が約153億円となることが判明した。そのため採算性に厳しく早期の実現は困難であるとしてBRT化は凍結され、JR西日本と沿線自治体（宇部市、山口市、山陽小野田市）の4者勉強会は休止となった。

### 路線データ
- 管轄（事業種別）：西日本旅客鉄道（第一種鉄道事業者）
- 路線距離（営業キロ）：
  - 居能駅 - 小野田駅間 11.6 km
  - 雀田駅 - 長門本山駅間 2.3 km
- 軌間：1067 mm
- 駅数：11（起終点駅含む）
  - 小野田線所属駅に限定した場合、宇部線所属の居能駅と山陽本線所属の小野田駅が除外され[9]、9駅となる。
- 複線区間：なし（全線単線）
- 電化区間：全線（直流1500 V）
- 閉塞方式：自動閉塞式（特殊）
- 最高速度：85 km/h[2]
- 運転指令所：中国総合指令所広島指令所
- 平均通過人員： § 利用状況を参照

## 歴史
小野田駅 - 小野田港駅間は小野田軽便鉄道（後に小野田鉄道と改称）により、長門本山駅 - 雀田駅 - 居能駅間は宇部電気鉄道により開業した。宇部電気鉄道は宇部鉄道に合併され、同社の臨港線となった。
小野田鉄道と宇部鉄道は、石炭などの重要物資輸送路線として1943年（昭和18年）に国有化され、旧小野田鉄道線は小野田線に、旧宇部鉄道線の新沖山駅 - 宇部港駅 - 沖ノ山新鉱駅間、雀田駅 - 長門本山駅間は宇部西線となった。
小野田港駅 - 雀田駅間が開業して小野田線と繋がったのは1947年（昭和22年）。この時小野田線は宇部西線に編入され、一時小野田線の名称が消滅したが、翌年宇部西線が小野田線に改称され復活した。また、岩鼻駅 - 居能駅間が1945年（昭和20年）、居能駅 - 宇部駅（現在の宇部新川駅）間が1952年（昭和27年）に開業し、居能駅が宇部線との接続駅となった。

### 小野田軽便鉄道→小野田鉄道
- 1915年（大正4年）11月25日：小野田軽便鉄道により小野田駅 - セメント町駅間（2.9 M≒4.67 km）が開業[12]。旦停留場・目出駅・中川町停留場・横町停留場・セメント町駅（現在の小野田港駅）が開業[12]。
- 1921年（大正10年）8月15日：中川町停留場が南中川停留場に改称。横町停留場が廃止。
- 1923年（大正12年）6月25日：小野田鉄道に社名変更[12]。
- 1930年（昭和5年）4月1日：営業距離の単位がマイルからメートルに変更（2.9 M→4.6 km）。
- 1937年（昭和12年）1月1日：本町停留場が開業。

### 宇部電気鉄道・宇部鉄道
- 1929年（昭和4年）5月16日：宇部電気鉄道により沖ノ山旧鉱駅（後の宇部港駅） - 新沖山駅間（5.0 M≒8.05 km）が開業（600 V電化）[12]。沖ノ山旧鉱駅・西沖山停留場・助田停留場・花河内停留場・居能停留場・新開作停留場・妻崎駅・長沢停留場（現在の長門長沢駅）・雀田停留場・松原停留場・新沖山駅が開業[12]。
- 1930年（昭和5年）
  - 4月1日：営業距離の単位をマイルからメートルに変更（5.0 M→8.0 km）。
  - 4月29日：支線 沖ノ山旧鉱駅 - 沖ノ山新鉱駅間 (1.8 km) が開業（600 V電化）[12]。港町停留場・発電所前停留場・沖ノ山新鉱駅が開業[12]。
- 1931年（昭和6年）7月21日：宇部鉄道により宇部新川駅 - 沖ノ山旧鉱駅間 (1.2 km) が開業[12]。上町停留場が開業[12]。
- 1937年（昭和12年）
  - 1月21日：宇部電気鉄道 雀田駅 - 本山駅間 (2.3 km) が開業（600 V電化）[12]。雀田停留場を雀田駅に変更[12]。療養所停留場・子持御前停留場・本山駅（現在の長門本山駅）が開業[12]。
  - 10月1日：上町停留場が廃止。
- 1938年（昭和13年）11月6日：花河内停留場が廃止。居能停留場が居能駅に変更。
- 1940年（昭和15年）3月5日：長沢停留場を長沢駅に変更。
- 1941年（昭和16年）11月29日：宇部電気鉄道が宇部鉄道に合併[12]。

### 国有化以後
- 1943年（昭和18年）
  - 4月1日：小野田鉄道全線が国有化[12]。小野田駅 - 小野田港駅間が小野田線となる[13]。
    - 停留場が駅に変更。セメント町駅が小野田港駅に改称[12]。旦停留場・本町停留場が廃止。

  - 5月1日：宇部鉄道全線が国有化[12]。宇部港駅 - 新沖山駅間、宇部港駅 - 沖ノ山新鉱駅間、宇部港駅 - 宇部駅（現在の宇部新川駅）、雀田駅 - 長門本山駅間が宇部西線となる[12]。
    - 沖ノ山旧鉱駅が宇部港駅に、長沢駅が長門長沢駅に、宇部新川駅が宇部駅に、本山駅が長門本山駅に改称。
    - 停留場が駅に変更。新開作停留場・松原停留場・療養所停留場・子持御前停留場が廃止。
- 1944年（昭和19年）4月1日：支線 宇部港駅 - 沖ノ山新鉱駅間の旅客営業休止[12]。
- 1945年（昭和20年）6月20日：宇部東線（現在の宇部線）とを繋ぐ貨物支線として居能駅 - 岩鼻駅間 (1.4 km) が開業[12]。
- 1946年（昭和21年）4月1日：支線 宇部港駅 - 沖ノ山新鉱駅間の旅客営業再開[12]。
- 1947年（昭和22年）10月1日：雀田駅 - 新沖山駅間 (1.3 km) が廃止、小野田港駅 - 雀田駅間 (2.0 km) が延伸開業（600 V電化）し宇部港駅 - 居能駅 - 小野田駅間が全通[12]。小野田線が宇部西線に編入される[12]。小野田港駅が0.5 km南に移転し、旧駅は小野田港北口乗降場とする[12]。
- 1948年（昭和23年）2月1日：宇部西線が小野田線に改称[12]。
- 1949年（昭和24年）3月1日：西沖山駅 - 宇部港駅間、支線 宇部港駅 - 港町駅間の旅客営業廃止（西沖山駅 - 港町駅間は徒歩連絡）[12]。
- 1950年（昭和25年）
  - 3月1日：宇部港駅 - 居能駅 - 小野田港駅間、雀田駅 - 長門本山駅間の架線電圧が1500 Vに昇圧。
  - 4月1日：貨物支線 居能駅 - 岩鼻駅間が1500 V電化。
  - 8月10日：小野田港駅 - 小野田駅間が電化され、これにより全線電化[12]。
- 1952年（昭和27年）4月20日：宇部線の居能駅 - 宇部駅（現在の宇部新川駅）間の新線が開業[12]。それに伴い貨物支線 宇部港駅 - 宇部駅間 (1.2 km) 廃止[12]。本線の宇部港駅 - 居能駅間 (2.2 km) と支線 宇部港駅 - 沖ノ山新鉱駅間 (1.8 km) の旅客営業が全廃され居能駅 - 岩鼻駅間とともに宇部線へ編入[12]。宇部線編入区間中の助田駅・西沖山駅・港町駅・発電所前駅が廃止。これにより小野田線本線の起点が宇部港駅から居能駅に変更[12]。
- 1957年（昭和32年）6月1日：浜河内駅が開業。
- 1960年（昭和35年）7月12日：線内を走る快速「竜王」車内で扇風機の使用を開始[14]。
- 1962年（昭和37年）3月15日：小野田港北口乗降場が駅に変更され南小野田駅が開業[12]。
- 1963年（昭和38年）10月1日：支線 雀田駅 - 長門本山駅間の貨物営業が廃止[12]。
- 1973年（昭和48年）3月：無煙化[12]。
- 1983年（昭和58年）3月8日：列車集中制御装置 (CTC) を導入。
- 1986年（昭和61年）3月3日：居能駅 - 小野田駅間の貨物営業廃止[12]。

### 民営化以後
- 1987年（昭和62年）4月1日：国鉄分割民営化により西日本旅客鉄道に承継[12]。
- 1989年（平成元年）3月11日：宇部新川駅・雀田駅 - 長門本山駅間でワンマン運転開始[15][16]。
- 1990年（平成2年）6月1日：宇部新川鉄道部の発足に伴い、全線（小野田駅構内を除く）が広島支社直轄から同鉄道部の管轄になる[17]。宇部新川駅 - 小野田駅間でワンマン運転開始[15][18]。
- 2002年（平成14年）3月23日：深夜時間帯の列車が廃止[19]。
- 2003年（平成15年）3月14日：雀田駅 - 長門本山駅間のクモハ42形電車の運行をこの日限りで終了[3][20]。
- 2009年（平成21年）6月1日：組織改正により宇部新川鉄道部が廃止され、小野田駅構内も含めて同日発足の山口地域鉄道部の管轄になる[21]。
- 2019年（令和元年）6月1日：組織改正により山口地域鉄道部が廃止され、同日発足の山口エリア統括部（山口支社）の管轄となる[22]。
- 2022年（令和4年）4月11日：JR西日本から『ローカル線に関する課題認識と情報開示について』発表。営業成績が公開され、小野田線は全線が「輸送密度（平均通過人員）2,000人/日未満」の線区とされる[23]。

## 運行形態
2021年3月13日改正時点の運行形態は次の通り。
居能駅 - 小野田駅間の本線では全列車が宇部線居能駅 - 宇部新川駅間に乗り入れ、途中駅発着の列車はなく、宇部新川駅 - 雀田駅 - 長門本山駅間に運転される本山支線の送り込みを除く全列車が小野田駅 - 宇部新川駅間で9往復運転されている。土休日はこのうち上り2本が宇部線経由で新山口駅まで運転される。2021年3月13日以前は、宇部新川発小野田行の終電が21時台、小野田発宇部新川行の終電が22時台に運行されていたが、改正以後は繰り上げられてそれぞれ19時台、20時台となり、運行本数が1桁台になった。
雀田駅 - 長門本山駅間の本山支線は朝6・7時台に2往復・夕方18時台に1往復の計1日3往復のみの運転で、朝6時台の下り始発が宇部新川発、朝7時台の下り2本目と夕方18時台の上り最終列車が宇部新川行きで運転されている。かつては通学客のため土曜日の日中も1往復運転されていたほか、夜間にも運転されていたが、2002年3月23日のダイヤ改正で2002年度から学校週5日制が実施されることにより日中の運転はなくなり、朝夕も削減されて夜間の運転がなくなった。さらに2012年3月17日のダイヤ改正では夕方16-17時台の2往復が廃止されて1日3往復運転となった。
全列車がワンマン運転を行っている。

## 使用車両
下関総合車両所運用検修センターに所属する105系およびクモハ123形電車が宇部線と共通で使用されている。105系で運行される列車は朝の1往復のみである。なおクモハ123形には長らくトイレがなかったが、2015年までにすべての車両にトイレが設置されている。
国鉄線となった当初は宇部鉄道から承継した電車を使用し、戦後にはほかの買収私鉄から承継した電車も転属して使用された。1950年代後半からこれらの買収国電に代わりクモハ11形・クモハ12形・クハ16形・クモハ40形・クモハ41形・クハ55形・クモハ42形・クモハ51形などの旧形国電が導入された。本線の旧形国電は1981年（昭和56年）に105系に置き換えられ廃車となり、以後105系のみが使用されていたが、1993年（平成5年）からは可部線から転用されたクモハ123形が主として使用されている。本山支線は各駅のホームの長さが1両分しかないため、本線の車両が105系に置き換えられた後も単行運転の可能なクモハ42形3両が長い間専用車として使用されたが、国鉄分割民営化直前に1両が、2000年（平成12年）に1両が廃車となり、最後の1両も2003年（平成15年）3月15日に宇野線から転用したクモハ123形に置き換えられた。なお、クモハ42形が検査期間中、またはイベントで他線で運用される場合にはクモハ123形で代走していた。

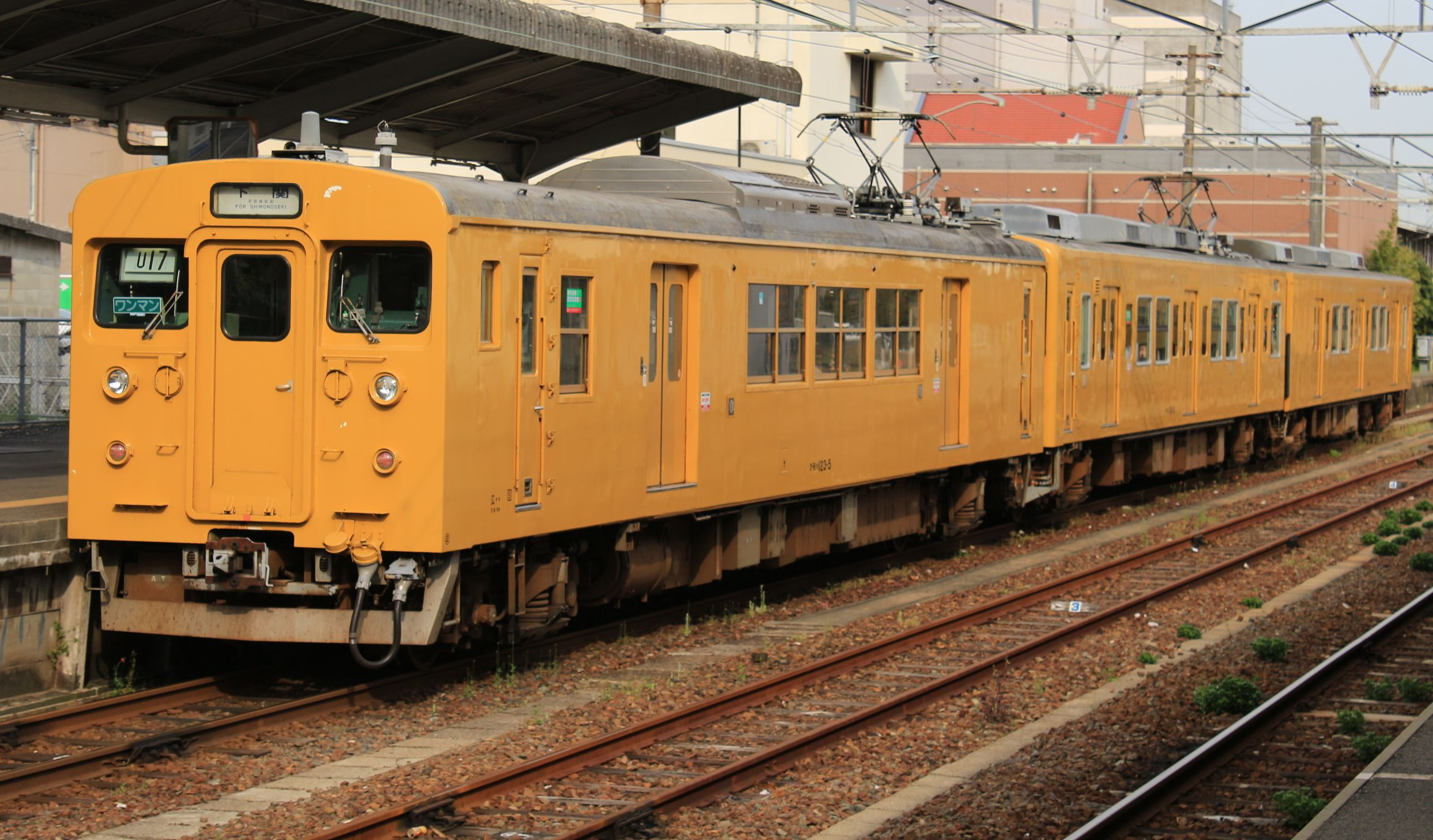
クモハ123形（先頭）・105系（後2両） （2021年4月8日 宇部新川駅）
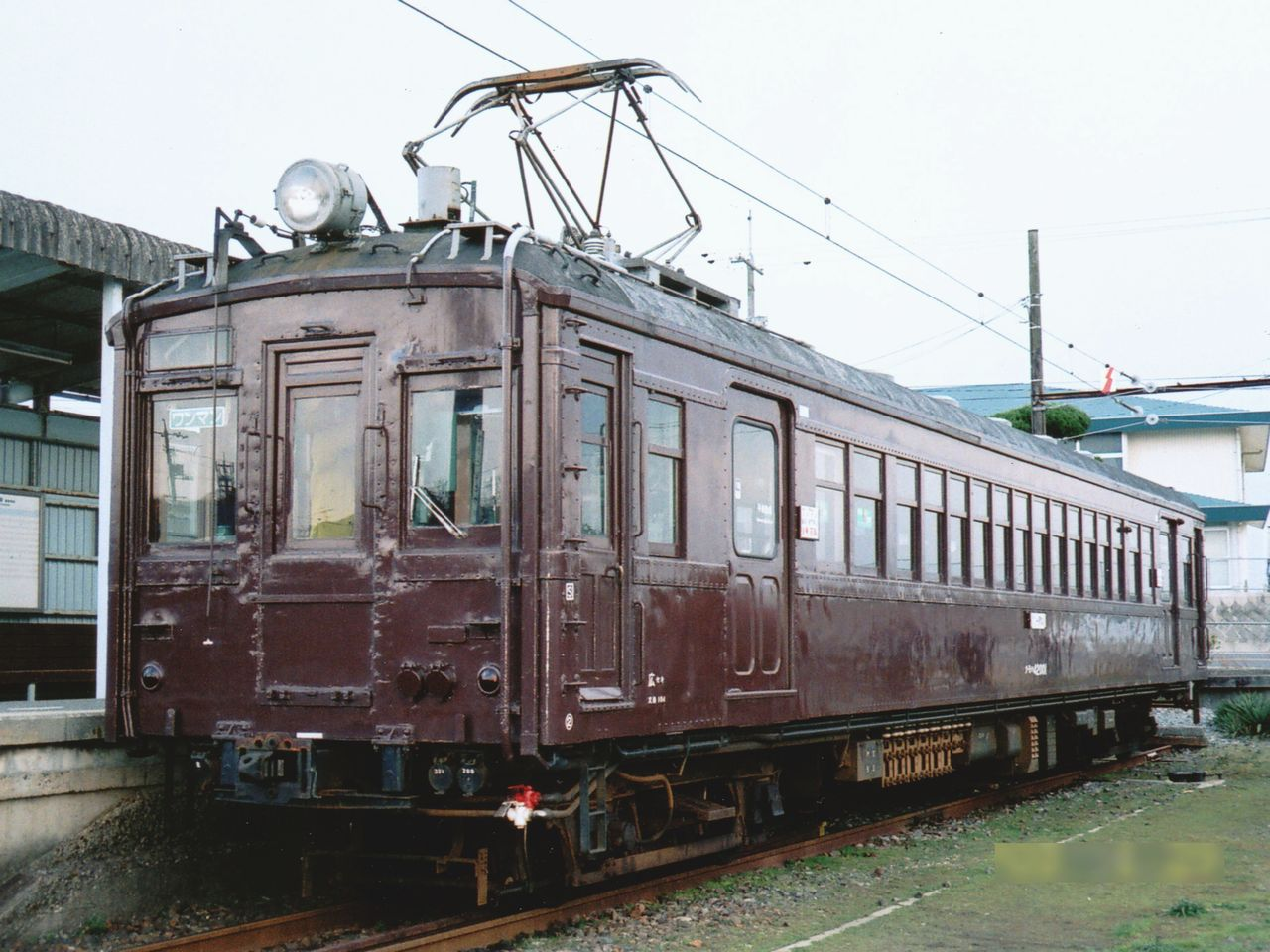
2003年まで本山支線で運行されていたクモハ42形

## 駅一覧
- 全列車普通列車（すべての駅に停車）

### 本線
便宜上、居能側の全列車が直通する宇部線宇部新川駅 - 居能駅間も記載。
- 累計営業キロは居能駅起点。
- 線路（全線単線） … ◇：列車交換可、｜：列車交換不可
- 全駅山口県内に所在。

| 路線名     | 駅名       | 営業キロ | 営業キロ                              | 接続路線                              | 線路         | 所在地 |
| 路線名     | 駅名       | 駅間     | 累計                                  | 接続路線                              | 線路         | 所在地 |
| ---------- | ---------- | -------- | ------------------------------------- | ------------------------------------- | ------------ | ------ |
| 宇部線     | 宇部新川駅 | -        | 1.8                                   | 西日本旅客鉄道：■宇部線（新山口方面） | ◇            | 宇部市 |
| 宇部線     | 居能駅     | 1.8      | 0.0                                   | 西日本旅客鉄道：■宇部線（宇部方面）   | ◇            | 宇部市 |
| 小野田線   | 居能駅     | 1.8      | 0.0                                   | 西日本旅客鉄道：■宇部線（宇部方面）   | ◇            | 宇部市 |
| 妻崎駅     | 2.5        | 2.5      |                                       | ◇                                     |              | 宇部市 |
| 長門長沢駅 | 0.7        | 3.2      |                                       | ｜                                    |              | 宇部市 |
| 雀田駅     | 1.3        | 4.5      | 西日本旅客鉄道：■小野田線（本山支線） | ｜                                    | 山陽小野田市 |        |
| 小野田港駅 | 2.0        | 6.5      |                                       | ◇                                     | 山陽小野田市 |        |
| 南小野田駅 | 0.6        | 7.1      |                                       | ｜                                    | 山陽小野田市 |        |
| 南中川駅   | 1.2        | 8.3      |                                       | ｜                                    | 山陽小野田市 |        |
| 目出駅     | 1.4        | 9.7      |                                       | ◇                                     | 山陽小野田市 |        |
| 小野田駅   | 1.9        | 11.6     | 西日本旅客鉄道：■山陽本線             | ｜                                    | 山陽小野田市 |        |

### 本山支線
- 全線単線、列車交換不可。
- 全駅山口県山陽小野田市に所在。

| 駅名       | 営業キロ | 営業キロ | 接続路線                         |
| 駅名       | 駅間     | 累計     | 接続路線                         |
| ---------- | -------- | -------- | -------------------------------- |
| 雀田駅     | -        | 0.0      | 西日本旅客鉄道：■小野田線 (本線) |
| 浜河内駅   | 1.3      | 1.3      |                                  |
| 長門本山駅 | 1.0      | 2.3      |                                  |

- 当路線内の駅はすべて無人駅である。

### 廃止区間
( )内は起点からの営業キロ。
1947年廃止区間
雀田駅 (0.0) - 松原停留場（約0.7） - 新沖山駅 (1.3)

1952年宇部線編入区間
宇部港駅 (0.0) - 西沖山駅 (0.5) - 助田駅 (1.3) - 花河内停留場 - 居能駅 (2.2)
宇部港駅 (0.0) - 港町駅 (0.5) - 発電所前駅 (1.3) - 沖ノ山新鉱駅 (1.8)
- 宇部線に編入された際、宇部港駅を除く途中駅はすべて廃止

1952年廃止区間
宇部港駅 (0.0) - 上町停留場 (0.8) - 宇部新川駅 (1.2)

### 廃駅
廃止区間の駅を除く。
- 本線 …( )内は居能駅起点の営業キロ。
  - 新開作停留場：1943年廃止、居能駅 - 妻崎駅間 (1.2)
  - 横町停留場：1921年廃止、南小野田駅付近
  - 本町停留場：1943年廃止、南小野田駅と同一地点 (7.1)
  - 旦停留場：1943年廃止、目出駅 - 小野田駅間 (10.8)
- 本山支線 …( )内は雀田駅起点の営業キロ。
  - 療養所停留場：1943年廃止、雀田駅 - 浜河内駅間 (0.6)
  - 子持御前停留場：1943年廃止、浜河内駅 - 長門本山駅間 (1.5)

## 利用状況

### 平均通過人員
各年度の平均通過人員（人/日）は以下のとおりである。
| 年度                   | 平均通過人員（人/日）         | 出典   |
| 年度                   | 小野田 - 居能 長門本山 - 雀田 | 出典   |
| ---------------------- | ----------------------------- | ------ |
| 1987年度（昭和62年度） | 1,478                         | [ 28 ] |
| 2013年度（平成25年度） | 431                           | [ 28 ] |
| 2014年度（平成26年度） | 409                           | [ 29 ] |
| 2015年度（平成27年度） | 440                           | [ 30 ] |
| 2016年度（平成28年度） | 470                           | [ 31 ] |
| 2017年度（平成29年度） | 460                           | [ 32 ] |
| 2018年度（平成30年度） | 457                           | [ 33 ] |
| 2019年度（令和元年度） | 444                           | [ 34 ] |
| 2020年度（令和02年度） | 344                           | [ 35 ] |
| 2021年度（令和03年度） | 346                           | [ 36 ] |
| 2022年度（令和04年度） | 371                           | [ 37 ] |
| 2023年度（令和05年度） | 378                           | [ 38 ] |

### 収支・営業系数
各3か年平均の収支（運輸収入、営業費用、営業損益）、営業係数、収支率は以下のとおりである。▲はマイナスを意味する。
| 年度                                       | 収支（億円） | 収支（億円） | 収支（億円） | 営業 係数 （円） | 収支率 | 出典   |
| 年度                                       | 運輸 収入    | 営業 費用    | 営業 損益    | 営業 係数 （円） | 収支率 | 出典   |
| ------------------------------------------ | ------------ | ------------ | ------------ | ---------------- | ------ | ------ |
| 2017 - 2019年度（平成29 - 令和元年度）平均 | 0.2          | 2.2          | ▲2.0         | 1,071            | 9.3%   | [ 23 ] |
| 2018 - 2020年度（平成30 - 令和2年度）平均  | 0.2          | 2.1          | ▲1.9         | 1,126            | 8.9%   | [ 23 ] |
| 2019 - 2021年度（令和元 - 3年度）平均      | 0.2          | 2.0          | ▲1.8         | 1,172            | 8.5%   | [ 39 ] |
| 2020 - 2022年度（令和2 - 4年度）平均       | 0.2          | 1.9          | ▲1.7         | 1,172            | 8.1%   | [ 40 ] |
| 2021 - 2023年度（令和3 - 5年度）平均       | 0.2          | 1.9          | ▲1.7         | 1,191            | 8.4%   | [ 41 ] |

### 地元との協議
2022年4月、JR西日本は「ローカル線に関する課題認識と情報開示について」において、本山支線を含む本路線の全区間が「2019年度の輸送密度が2,000人/日未満の線区」として営業状況を公表した。これによると、2017年度から2019年度までの平均値で営業係数は1071、赤字額は2億円を計上しており、2018年度から2020年度までの平均値ではそれぞれ1126、1.9億円となっている。これに基づき、JR西日本広島支社の蔵原潮支社長は、同年15日の記者会見で「沿線自治体などと利用促進や路線の在り方に関する協議を速やかに進めたい」との考えを示している。

## メディアにおける小野田線
1999年（平成11年）には大分県の二階堂酒造（焼酎メーカー）のテレビCMにクモハ42の走行シーンが登場している。
2004年（平成16年）には、浅野佑悠輝の歌う楽曲『小野田線』が発売された。各駅と沿線風景が歌われている。NHK山口放送局の番組『ゆうゆうワイド』でも放送された。

## 選択乗車の特例
居能駅 - 小野田駅間は小野田線と宇部線・山陽本線との間に選択乗車の特例（旅客営業規則第157条）があり、一方を経由する乗車券を持っていれば他方の経路でも乗車できる。途中下車の禁止されていない乗車券であれば他方の経路上でも途中下車が可能である。